# 焦北街道
焦北街道，是中华人民共和国河南省焦作市解放区下辖的一个乡镇级行政单位。

## 行政区划
焦北街道下辖以下地区：
花园街社区、民主北路社区和幸福街社区。